# 高扬 (1909年)
高扬（1909年9月27日—2009年3月29日），原名高光玉，男，汉族，辽宁辽阳县吉洞峪乡礼备沟村人。中国共产党及中华人民共和国官员，曾任中共中央顾问委员会委员、中共中央党校校长。

## 生平
先后在辽阳县上小学、明德中学和辽阳县第一高级中学。1928年下半年，考入东北大学法学院预科。1931年九·一八事变后，高扬辍学回家。1934年7月恢复学籍，就读于迁址北平的东北大学经济管理系，1936年8月毕业。期间参加了一二·九运动，加入了中华民族武装自卫会，后转入中华民族解放先锋队。毕业后不久到河南省许昌县灞陵中学当教员。1936年12月经中共地下党组织介绍，到西安工作并由宋黎介绍加入中国共产党，此后担任东北民众救亡会党支部书记。又被派到张学良部队机要秘书处工作，参加了西安事变前后的各类救亡活动。
1937年抗日战争全面爆发后，1937年11月高扬在山西太原参加八路军第一游击纵队。日军攻占太原后，他奉上级指示到河北邢台一带开展敌后工作。1938年1月到7月，历任中共邢台县工委书记、中共邢台县委书记等职，领导建立了地方抗日政权及武装，消灭了当地反动势力，打开了邢台地区的抗日局面。1938年8月到1945年10月，历任中共冀豫特委宣传部部长、中共冀西地委组织部部长、中共冀西地委书记兼军分区政委、中共豫北地委书记兼军分区政委等职务。
1945年抗日战争胜利后，高扬奔赴东北。1945年11月任中共辽宁省工委委员、中共辽阳鞍山中心市委书记、中共辽宁省第一地委副书记。1946年4月4日辽宁省第一、第二地委合并为中共辽东省辽南地委，任第二书记。1946年11月任安东省分委委员、省分委民运部部长，自告奋勇率队坚持敌后斗争。后任安东省委群众工作委员会副书记、省委妇委书记、省委部长、通化地委书记。1949年6月任中共沈阳市委第一副书记兼市委组织部长。
1950年2月到1954年12月，历任辽东省人民政府副主席、主席，中共辽东省委书记（1950年任），这期间曾任中共中央东北局委员、常委、组织部长、纪委书记，中共中央东北地区工作部副部长（1954年任）等要职。
1955年1月，高扬调任中共中央书记处第三办公室副主任，1955年4月任中共中央监察委员会委员。1956年1月任中共中央工业交通工作部副部长。任内落实国家关于国民经济建设和工业企业生产的方针，参与制定了一系列振兴与发展工业与交通的政策。1959年，在“反右倾运动”中，高扬遭到批判，被划为“右倾机会主义分子”，下放贵州省，历任清镇钢铁厂副厂长、贵阳汽车制造厂副厂长。1962年6月，经中共中央批准为高扬平反。同年，高扬被任命为中华人民共和国化学工业部部长、党组书记。
文化大革命期间，高扬受到严重迫害，被打成“三反分子”，撤销化学工业部部长、党组书记职务，遭到残酷批斗和审查，并被下放到化学工业部河南省五七干校劳动。
粉碎“四人帮”后，1978年1月任吉林省革命委员会副主任、中共吉林省委书记（当时设有第一书记）。迎难而上，狠抓揭批“四人帮”工作，从处理大量的冤假错案入手，落实干部和知识分子政策，很快就打开了局面。1979年4月，调任中华人民共和国农垦部部长、党组书记，任内组织编印了《农垦工作三十一年的基本经验》，对中华人民共和国农垦系统的振兴和发展起了指导作用。
1982年6月16日，中央向河北省发出通知，中央决定中共河北省委第一书记金明、第二书记江一真、书记李尔重离任回北京向中央报到并另行分配工作，由高扬接任中共河北省委第一书记（此后又兼河北省军区第一政委）。当时河北省形势极为复杂，两派斗争严重，金明、江一真、李尔重等领导本来是被中央派到河北解决问题，但一年过去后，他们不但未能解决问题，反而接二连三向中央送上动辄万字的告状信。当时他们将从前个别领导人的影响估计得很重，有的主张将所谓他那一派的人都换掉，有的主张不要动，所以彼此产生了严重分歧。1981年夏，中央批评河北工作“落后了一大截”。1982年5月，距离中共十二大开幕仅剩100天，中央下决心易人，乃决定派高扬去河北，并由余秋里告诉了他。当时高扬正在北京玉泉山随余秋里牵头的一批老同志进行着中共十二大代表资格审查等组织筹备工作。1982年6月9日，习仲勋将中央的决定正式通知了他。6月20日，他仅携秘书韩立成到石家庄上任，次日省直机关召开干部大会宣布其任职。中央为帮他摸清情况，派了一个九人工作组协助他，加上秘书和他自己共11人。7月1日，高扬在会上向全省地、市委书记们发表了解决河北问题的“三点意见”：“一、省委领导班子只进几位较年轻的同志，其余基本不动。各地、市委也基本不动。二、要真正搞大团结。两三年来，谁都说自己坚持贯彻三中全会路线，却恰恰把三中全会要求的为工作重心转移创造条件这个政治任务——安定团结，给忽视了。三、暂停争论。如果要先把是非都辩明再讲团结，就会争论不休，贻误工作。有些是非，通过以后的实践会逐步弄明白的。”十天后，中央批准了这个“基本不动”的方案。但留在班子里分属两派的各级领导却认为“三点意见”并没有肯定自己这派是正确的。所以在北京开中共十二大河北省小组会上曾出现“剑拔弩张”之势，各种写着“高扬同志亲启”的告状信成捆地送到省委的“书记楼”，一些干部还围坐在“书记楼”前请愿，要求“彻底”落实政策。
1982年8月21日，《河北日报》刊登了一篇短文《论诬告》，称“诬告历来为公正舆论所不容，而且是违法的。”文章指出河北诬告成风是“文革”公开罗织罪名的“遗风未泯”，是派性严重的人制造混乱的手段，作者署名“夏明”其实正是高扬。《人民日报》及五六家省报随后转载。接着，高扬亲自处理了邢台和保定两起严重的打击报复案件，在报上点出姓名公布。高扬通过反诬告、反打击报复，揭露了搞派性的人，同时号召各级党委要上下一致、互相信任和支持，他主张对大多数干部应给以充分信任。他还先后提出搞好党政分工、加强政府工作、消除“党不管党”问题、解决科教卫生事业“贫血症”等任务，用四化建设将干部的注意力从派性利益上引开，使干部在工作实践中分出优劣，以改变按派别分野的局面。高扬到河北省第一年就走访了多个县（市）乡镇。为促进全省安定团结，他做了大量疏导工作和平反冤假错案工作。高扬在河北的工作取得了巨大成绩，获得中央肯定和社会广泛好评。1983年3月18日，中共中央书记处议定了中共河北省委的新领导班子，仅用5分钟就顺利通过，中共中央总书记胡耀邦称之为“风平浪静。”新领导班子仍由高扬任省委第一书记。1984年，袁厚春在《昆仑》1984年第4期上发表报告文学《省委第一书记》（后获全国优秀报告文学奖、《昆仑》文学奖），使高扬的政声在全国广为传扬。1985年11月5日，《人民日报》发表张雨生的《政声人去后》一文，赞誉已卸任的高扬主政河北时的成绩。
1983年8月12日，《河北日报》发表高扬的杂文《“急躁情绪”赞》。8月13日《人民日报》转载，标题改为《“急躁情绪”辩》。文中高扬赞扬了“急躁情绪”，因为当时中共河北省委提拔干部时，组织部门在列举干部学历、工作能力等长处后，常常会写上“有急躁情绪”，高扬则认为河北省工作本来就落后，有点儿“急躁情绪”是想把工作尽快搞好，这是优点，不该批评。
从中共河北省委第一书记的位置上退下来后，高扬回到北京，很快参加了筹备中共十三大的工作。高扬曾任中共十二大的中央安排人事七人领导小组的成员。此次中共十三大他又成了中央安排人事十三人领导小组的成员，参与新一届党和国家领导人的选拔工作。
中共十二大、中共十三大，高扬连续当选为中共中央顾问委员会委员。高扬潜心研究马克思主义经典及各种论著，就新时期党的建设等问题写出许多具有建设性意见和建议的报告，受到中央领导的重视。他在《人民日报》、《党建研究》等报刊杂志上发表了《新形势下党的建设问题研究提纲》等许多文章。
1986年，中国投资咨询公司在北京成立，高扬任首任董事长，武博山任副董事长，马洪任董事会顾问。董事会任命曹尔阶为总经理。
1987年3月，高扬任中共中央党校校长。任内主持起草了《关于改革中央党校工作的意见》。同年11月，中共中央政治局会议讨论批准了中央党校的改革意见，并转发全党。
高扬是中共八大、中共十二大、中共十三大代表，中共十四大、中共十五大、中共十六大列席代表，第一、二、三届全国人民代表大会代表。他还曾任全国党的建设研究会第一、二届理事会顾问。
高扬任中共河北省委第一书记期间，支持成立了河北杂文协会、创办《杂文界》和《杂文报》，对思想解放起了推动作用。工作之余，高扬写了近百篇短小的杂文，后由北京杂文协会编辑出版了《高扬杂文散文集》。晚年，高扬曾任全国杂文联谊会顾问。
2009年3月29日，高扬在北京病逝，享年100岁。

## 个人著作
- 高扬. . 同心出版社. 1996年.